# أريزونا ميوز
أريزونا ميوز (ولد في 18 سبتمبر 1988) عارضة أزياء أمريكية بريطانية، بدأت عرض الأزياء في سن المراهقة، لكن مسيرتها المهنية لم تبدأ إلا عام 2009، ظهرت في افتتاحيات مجلات فوغ الفرنسية والأمريكية والصينية والبريطانية والكورية والإسبانية والبرتغالية والروسية والإيطالية، بالإضافة إلى مجلات فوغ، ونوميرو، ودازد آند كونفيوزد. وقد أُهدي إليها عدد مارس 2011 من مجلة دازد آند كونفيوزد. ظهرت على أغلفة مجلات فوغ ونوميرو الصينية والأسترالية والإسبانية واليونانية والكورية والمكسيكية والبرتغالية والروسية والتركية والأوكرانية (بعدسة كارل لاغرفيلد)، ودازد آند كونفيوزد. كما ظهرت على غلاف مجلة فوغ باريس في نوفمبر 2011 (بعدسة إينيز فان لامسويردي وفينود ماتادين).
في عام 2013، ظهرت في إعلان لشركة لويس فويتون مع ديفيد بوي.

## نشأتها
ولدت في توكسون، أريزونا، ونشأت في سانتا في، نيو مكسيكو. والدها أمريكي بينما أمها بريطانية.

## حياتها الشخصية
لدى ميوز ابن اسمه نيكو كوينتانا ميوز (ولد في 14 أبريل 2009)، من خطيبها السابق مانويل كوينتانا. تزوجت من بونيفاس فيرني كارون في لندن في عام 2017. ولدت ابنتهما في عام 2018.

## روابط خارجية
- أريزونا ميوز على موقع دليل عارضات الأزياء (الإنجليزية)